# Градець-над-Моравицею
Градець-над-Моравицею, нім. Грец (чеськ. Hradec nad Moravicí МФА: [ˈɦradɛts ˈnad moravɪtsiː]; нім. Grätz) — місто в Мораво-Сілезькому краї Чехії, в окрузі Опава. Через місто протікає річка Моравиця (чеськ. Moravice).

## Відомі уродженці
- Князь Фелікс Марія Ліхновски, граф Верденберг (нім. Felix von Lichnowsky; 1814—1848) — німецький політик.
- Князь Карл Марія Ліхновски (нім. Karl von Lichnowsky; 1819—1901) — німецький і прусський політик, член Райхстагу та Ландтагу.

## Міста-побратими
- Польща — Баборув,
- Словаччина — Липтовський Градок.